# Cinturão de Vênus

ALMA e Chajnantor no crepúsculo, que estende-se entre os dois grupos de antenas: a sombra da Terra e o fenômeno do cinturão de Vênus.

Cinturão de Vênus (português brasileiro) ou Cinturão de Vénus (português europeu) é um fenômeno atmosférico visível durante o amanhecer e crepúsculo. Pouco depois do pôr do sol ou pouco antes do amanhecer, o observador está rodeado por um resplendor rosáceo (ou arco anti-crepuscular) que estende-se por aproximadamente 10°-20° por cima do horizonte. Frequentemente, o brilho separa-se do horizonte por uma capa escura, a sombra da Terra ou "segmento escuro". A cor rosa claro do arco deve-se à retrodifusão da luz avermelhada ao nascer ou pôr do Sol. Um efeito muito similar pode-se ver durante um Eclipse solar total.